# Festival de órgão de Braga
O Festival de Órgão de Braga é um festival dedicado ao órgão, realizado anualmente em Braga desde 2014.
O festival acontece em várias igrejas da cidade que apresentam órgãos de tubos.
O festival tem como primordial propósito a salvaguarda, valorização e divulgação do património organístico bracarense, cujo valor é incalculável é, atualmente, nos panoramas nacionais e internacional um reconhecido evento cultural.

## Edições

### I Festival de Órgão de Braga - 30 de maio a 7 de junho de 2014
Programa
| Dia        | Local                                | Programa                          | Interpretes                                              | Peças                                                                                     |
| ---------- | ------------------------------------ | --------------------------------- | -------------------------------------------------------- | ----------------------------------------------------------------------------------------- |
| 30 de maio | Sé Catedral de Braga                 | Concerto a 2 órgãos               | Luca Antoniotti, Rui Soares                              | Obras de Josef Blanco, Bach, Antonio de Cabezón, Haydn e Pedro de Araújo                  |
| 31 de maio | Igreja de Nossa Senhora da Conceição | Concerto de órgão e oboé          | Daniel Ribeiro, Ana Sousa Fernandes                      | Obras de Alessandro Marcello, Pedro San Lourenzo, Davide da Bergamo, Bach, Albinoni       |
| 1 de junho | Basílica do Bom Jesus                | Concerto de órgão, coro e solista | Paulo Bernardino, Cappella Bracarensis, Eva Braga Simões | Obras de Carlos Seixas, Vivaldi, Bach, Fauré, Manuel Faria, Giampaolo di Rosa             |
| 6 de junho | Igreja de Santa Cruz                 | Concerto de órgão e Trompete      | Marisol Mendive, Javier Simó                             | Obras de Haendel, Purcell, Martinni, Stölzel, Carlos Seixas                               |
| 7 de junho | Sé Catedral de Braga                 | Concerto de órgão e orquestra     | Filipe Veríssimo, Porto Galante Ensemble                 | Concertos de Haendel para órgão e orquestra HWV 289, 290, 292 e 295 “O cuco e o rouxinol” |